# دان أندرسون (لاعب كرة سلة مواليد 1951)
دان أندرسون (بالإنجليزية: Dan Anderson)‏ مواليد 1951 في توررانسي، هو لاعب كرة سلة أمريكي معتزل. بدأ مسيرته الاحترافية في سنة 1974. تم اختياره من قبل فريق بورتلاند ترايل بلايزرز خلال الدرافت. يبلغ طوله 6 قدم 2 بوصة (1.9 م). اعتزل اللعب في 1976.

## روابط خارجية
- دان أندرسون على موقع إن بي أي (الإنجليزية)
- دان أندرسون على موقع سبورتس رفرنس (الإنجليزية)
- دان أندرسون على موقع كلية كرة السلة في سبورتس رفرنس.كوم (الإنجليزية)
- دان أندرسون على موقع ريلجم (الإنجليزية)